# Gaston Aspa
Gaston Théodore Aspa (ur. 17 sierpnia 1880 w  Herran, zm. ?)− francuski bokser, uczestnik Letnich Igrzysk Olimpijskich 1908 w Londynie.
Na Letnich Igrzyskach Olimpijskich 1908 startował w kategorii średniej. Przegrał w 1/8 finału z reprezentantem gospodarzy Williamem Childem, nie zdobywając medalu.